# 1. Fußballclub Mülheim-Styrum 1923 1975-1976
Questa voce raccoglie le informazioni riguardanti il 1. Fußballclub Mülheim-Styrum 1923 nelle competizioni ufficiali della stagione 1975-1976.

## Stagione
Nella stagione 1975-1976 il Mülheim, allenato da Horst Bistrich, Richard Winking e Josef Gesell, concluse il campionato di 2. Bundesliga al 17º posto. In Coppa di Germania il Mülheim fu eliminato al secondo turno dal Bayern Hof.

## Rosa
| N. |                      | Ruolo | Calciatore             |
| -- | -------------------- | ----- | ---------------------- |
|    | Germania (bandiera)  | P     | Johannes Fröbus        |
|    | Germania (bandiera)  | P     | Manfred Manglitz       |
|    | Germania (bandiera)  | P     | Friedel Schüller       |
|    | Germania (bandiera)  | D     | Hartmut Limpert        |
|    | Germania (bandiera)  | D     | Klaus-Dieter Mackowiak |
|    | Germania (bandiera)  | D     | Peter Nover            |
|    | Germania (bandiera)  | D     | Wilfried Pick          |
|    | Germania (bandiera)  | D     | Hermann-Josef Wilbertz |
|    | Germania (bandiera)  | C     | Klaus Killich          |
|    | Danimarca (bandiera) | C     | Finn Nielsen           |
|    | Germania (bandiera)  | C     | Max Obels              |
|    | Germania (bandiera)  | C     | Holger Osieck          |
|    | Germania (bandiera)  | C     | Bernd Pajonk           |

| N. |                     | Ruolo | Calciatore           |
| -- | ------------------- | ----- | -------------------- |
|    | Germania (bandiera) | C     | Robert Schardt       |
|    | Germania (bandiera) | C     | Herbert Stoffmehl    |
|    | Germania (bandiera) | A     | Klaus-Dieter Bone    |
|    | Germania (bandiera) | A     | Norbert Eilenfeldt   |
|    | Germania (bandiera) | A     | Reiner Greiffendorf  |
|    | Germania (bandiera) | A     | Bernhard Heldt       |
|    | Germania (bandiera) | A     | Karl-Heinz Jonas     |
|    | Germania (bandiera) | A     | Dieter Kraus         |
|    | Germania (bandiera) | A     | Franz-Michael Krause |
|    | Germania (bandiera) | A     | Alfons Sikora        |
|    | Germania (bandiera) | A     | Ralf Spazier         |
|    | Germania (bandiera) | A     | Volker Spazier       |

## Organigramma societario
Area tecnica
- Allenatore: Josef Gesell
- Allenatore in seconda:
- Preparatore dei portieri:
- Preparatori atletici:

## Calciomercato

### Sessione estiva
| Acquisti | Acquisti               | Acquisti                 | Acquisti |
| R.       | Nome                   | da                       | Modalità |
| -------- | ---------------------- | ------------------------ | -------- |
| A        | Klaus-Dieter Bone      | St. Pauli                |          |
| P        | Johannes Fröbus        | Eintracht Gelsenkirchen  |          |
| C        | Klaus Killich          | Duisburg                 |          |
| A        | Dieter Kraus           | Uerdingen 05             |          |
| P        | Manfred Manglitz       | FSV Gebäudereiniger Köln |          |
| D        | Hermann-Josef Wilbertz | RW Oberhausen            |          |

| Cessioni | Cessioni          | Cessioni                | Cessioni |
| R.       | Nome              | a                       | Modalità |
| -------- | ----------------- | ----------------------- | -------- |
| A        | Gerd Brenke       | RW Oberhausen           |          |
| D        | Otto Luttrop      | Lucerna                 |          |
| C        | Heiko Mertes      | Alemannia Aquisgrana    |          |
| A        | Heiner Pottgießer | Eintracht Gelsenkirchen |          |
| P        | Fritz Stefens     | Wuppertal               |          |

### Sessione invernale
| Acquisti | Acquisti | Acquisti | Acquisti |
| R.       | Nome     | da       | Modalità |
| -------- | -------- | -------- | -------- |

| Cessioni | Cessioni | Cessioni | Cessioni |
| R.       | Nome     | a        | Modalità |
| -------- | -------- | -------- | -------- |

## Risultati

### 2. Bundesliga

#### Girone di andata
| Arbitro: | Milkert |

|                  |           |                                         |
| Greiffendorf 25’ | Marcatori | 5’, 80’ Mühlenberg 33’ (rig.) Genschick |

| Arbitro: | Kopka |

|                                            |           |                                           |
| Fischer 8’ Liedtke 45’ Mielke 56’ John 76’ | Marcatori | 42’ Greiffendorf 45’ Eilenfeldt 64’ Obels |

| Arbitro: | Kindervater |

|  |           |                                |
|  | Marcatori | 36’ Stolzenburg 71’ Bittlmayer |

| Arbitro: | Halfter |

|                    |           |           |
| Pröpper 63’ (rig.) | Marcatori | 85’ Jonas |

| Arbitro: | Eggert |

|  |           |          |
|  | Marcatori | 78’ Bone |

| Mülheim an der Ruhr 6 settembre 1975, ore 15:00 CET 6ª giornata | Mülheim-Styrum | 0 – 0 referto | Alemannia Aquisgrana | Ruhrstadion (4 000 spett.)\| Arbitro: \| Wichmann \| |
| Arbitro:                                                        | Wichmann       |               |                      |                                                      |

| Arbitro: | Brückner |

|                                                     |           |  |
| Geyer 13’ Varga 24’ Hartl 33’, 66’, 72’ Schildt 87’ | Marcatori |  |

| Arbitro: | Picker |

|                  |           |                                  |
| Greiffendorf 67’ | Marcatori | 57’ Hammes 77’ (rig.) Jendrossek |

| Arbitro: | Gremmler |

|                |           |          |
| Roggensack 60’ | Marcatori | 55’ Pick |

| Arbitro: | Teichert |

|           |           |  |
| Heldt 63’ | Marcatori |  |

| Arbitro: | Porta |

|                                                    |           |                     |
| Tenbrink 3’ Lütkebohmert 64’ (rig.) Schymetzek 88’ | Marcatori | 43’ Heldt 73’ Kraus |

| Arbitro: | Fork |

|                                                                          |           |              |
| Osieck 12’, 41’ Eilenfeldt 32’ Greiffendorf 53’ Wilbertz 57’, 82’ (rig.) | Marcatori | 62’ Schwarze |

| Arbitro: | Gathmann |

|             |           |  |
| Schmitz 65’ | Marcatori |  |

| Arbitro: | Porta |

|                     |           |           |
| Wilbertz 90’ (rig.) | Marcatori | 65’ Fuchs |

| Arbitro: | Glasneck |

|             |           |            |
| Schiller 8’ | Marcatori | 31’ Osieck |

| Arbitro: | Zuchantke |

|                   |           |                            |
| Bone 19’ Pick 65’ | Marcatori | 40’ Scheinert 67’ Schonert |

| Arbitro: | Fork |

|                                           |           |          |
| Willmsen 11’ Fritsche 17’, 54’ Zimmer 36’ | Marcatori | 32’ Bone |

| Mülheim an der Ruhr 20 dicembre 1975, ore 15:00 CET 18ª giornata | Mülheim-Styrum | 0 – 0 referto | Westfalia Herne | Ruhrstadion (3 000 spett.)\| Arbitro: \| Wippker \| |
| Arbitro:                                                         | Wippker        |               |                 |                                                     |

| Arbitro: | Kohnen |

|                           |           |          |
| Lienen 44’ Mittendorf 89’ | Marcatori | 90’ Bone |

#### Girone di ritorno
| Arbitro: | Eggers |

|                                       |           |  |
| Mühlenberg 52’ Genschick 58’ Koch 83’ | Marcatori |  |

| Arbitro: | Hanschke |

|                      |           |  |
| Bone 54’ Nielsen 79’ | Marcatori |  |

| Arbitro: | Niemann |

|                                                                |           |  |
| Berkemeier 27’ Schulz 50’ Heun 62’ Subklewe 83’ Bittlmayer 90’ | Marcatori |  |

| Mülheim an der Ruhr 15 febbraio 1976, ore 15:00 CET 23ª giornata | Mülheim-Styrum | 0 – 0 referto | Wuppertal | Ruhrstadion (2 000 spett.)\| Arbitro: \| Lutz \| |
| Arbitro:                                                         | Lutz           |               |           |                                                  |

| Arbitro: | Reichmann |

|  |           |                                      |
|  | Marcatori | 30’, 63’ Hayer 72’ Krawczyk 87’ Wolf |

| Arbitro: | Wahmann |

|                                |           |                  |
| Bläser 26’ (rig.) Baumanns 59’ | Marcatori | 62’ (rig.) Kraus |

| Arbitro: | Sommershoff |

|             |           |                  |
| Spazier 14’ | Marcatori | 60’ (rig.) Huber |

| Arbitro: | Bartnick |

|           |           |  |
| Grede 88’ | Marcatori |  |

| Arbitro: | Kohnen |

|                     |           |                |
| Jonas 20’ Kraus 89’ | Marcatori | 75’ Rummenigge |

| Arbitro: | Hilker |

|                            |           |  |
| Dohmen 38’ Bauerkämper 77’ | Marcatori |  |

| Arbitro: | Wippker |

|           |           |                 |
| Kraus 55’ | Marcatori | 27’ Koschmieder |

| Arbitro: | Hanschke |

|                                                 |           |                                         |
| Schubert 21’ Hornig 34’ Zippel 37’ Suchanek 78’ | Marcatori | 2’, 51’, 58’ Bone 53’ Spazier 83’ Heldt |

| Arbitro: | Richter |

|                                             |           |             |
| Kraus 13’, 44’ Heldt 68’ Bone 82’ Jonas 87’ | Marcatori | 59’ Kuballa |

| Arbitro: | Meijerink |

|                              |           |          |
| Pleyer 83’, 87’ Möhlmann 90’ | Marcatori | 57’ Bone |

| Arbitro: | Zuchantke |

|                                    |           |                                  |
| Osieck 8’ Sikora 20’, 72’ Bone 32’ | Marcatori | 68’ Kulka 78’ Marsollek 84’ Skov |

| Arbitro: | Milkert |

|                               |           |  |
| Schonert 18’, 36’ Ziegler 90’ | Marcatori |  |

| Arbitro: | Rieb |

|                                      |           |            |
| Kraus 45’ (rig.) Osieck 55’ Bone 67’ | Marcatori | 75’ Zimmer |

| Arbitro: | Zuchantke |

|                                                                         |           |           |
| Abel 9’, 62’, 83’ (rig.) Kacmierczak 43’ (rig.) Ochmann 49’ Kudella 90’ | Marcatori | 65’ Jonas |

| Arbitro: | Porta |

|                                                                  |           |               |
| Jonas 34’, 56’ Greiffendorf 66’ Stoffmehl 79’ (rig.) Spazier 90’ | Marcatori | 54’ Schilling |

### Coppa di Germania
| Arbitro: | Hövel |

|                                                     |           |                        |
| Eilenfeldt 29’ Nuyken 44’ (aut.) Kraus 50’ Bone 72’ | Marcatori | 3’ Skandera 81’ Wagner |

| Arbitro: | Rieb |

|           |           |                              |
| Kraus 21’ | Marcatori | 31’ Feulner 98’, 107’ Werner |

## Statistiche

### Statistiche di squadra
| Competizione      | Punti | In casa | In casa | In casa | In casa | In casa | In casa | In trasferta | In trasferta | In trasferta | In trasferta | In trasferta | In trasferta | Totale | Totale | Totale | Totale | Totale | Totale | DR  |
| Competizione      | Punti | G       | V       | N       | P       | Gf      | Gs      | G            | V            | N            | P            | Gf           | Gs           | G      | V      | N      | P      | Gf     | Gs     | DR  |
| ----------------- | ----- | ------- | ------- | ------- | ------- | ------- | ------- | ------------ | ------------ | ------------ | ------------ | ------------ | ------------ | ------ | ------ | ------ | ------ | ------ | ------ | --- |
| 2. Bundesliga     | 30    | 19      | 8       | 7       | 4       | 35      | 24      | 19           | 2            | 3            | 14           | 19           | 52           | 38     | 10     | 10     | 18     | 54     | 76     | -22 |
| Coppa di Germania | -     | 2       | 1       | 0       | 1       | 5       | 5       | 0            | 0            | 0            | 0            | 0            | 0            | 2      | 1      | 0      | 1      | 5      | 5      | 0   |
| Totale            | 30    | 21      | 9       | 7       | 5       | 40      | 29      | 19           | 2            | 3            | 14           | 19           | 52           | 40     | 11     | 10     | 19     | 59     | 81     | -22 |

### Andamento in campionato
| Giornata  | 1  | 2  | 3  | 4  | 5  | 6  | 7  | 8  | 9  | 10 | 11 | 12 | 13 | 14 | 15 | 16 | 17 | 18 | 19 | 20 | 21 | 22 | 23 | 24 | 25 | 26 | 27 | 28 | 29 | 30 | 31 | 32 | 33 | 34 | 35 | 36 | 37 | 38 |
| --------- | -- | -- | -- | -- | -- | -- | -- | -- | -- | -- | -- | -- | -- | -- | -- | -- | -- | -- | -- | -- | -- | -- | -- | -- | -- | -- | -- | -- | -- | -- | -- | -- | -- | -- | -- | -- | -- | -- |
| Luogo     | C  | T  | C  | T  | T  | C  | T  | C  | T  | C  | T  | C  | T  | C  | T  | C  | T  | C  | T  | T  | C  | T  | C  | C  | T  | C  | T  | C  | T  | C  | T  | C  | T  | C  | T  | C  | T  | C  |
| Risultato | P  | P  | P  | N  | V  | N  | P  | P  | N  | V  | P  | V  | P  | N  | N  | N  | P  | N  | P  | P  | V  | P  | N  | P  | P  | N  | P  | V  | P  | N  | V  | V  | P  | V  | P  | V  | P  | V  |
| Posizione | 13 | 18 | 19 | 19 | 18 | 18 | 19 | 19 | 18 | 15 | 16 | 15 | 16 | 16 | 17 | 16 | 17 | 16 | 17 | 18 | 18 | 18 | 18 | 18 | 18 | 19 | 19 | 18 | 19 | 18 | 18 | 17 | 17 | 17 | 17 | 17 | 17 | 17 |

Legenda:

Luogo: C = Casa; T = Trasferta. Risultato: V = Vittoria; N = Pareggio; P = Sconfitta.

### Statistiche dei giocatori
| Giocatore       | 2. Bundesliga | 2. Bundesliga | 2. Bundesliga | 2. Bundesliga | Coppa di Germania | Coppa di Germania | Coppa di Germania | Coppa di Germania | Totale   | Totale | Totale      | Totale     |
| Giocatore       | Presenze      | Reti          | Ammonizioni   | Espulsioni    | Presenze          | Reti              | Ammonizioni       | Espulsioni        | Presenze | Reti   | Ammonizioni | Espulsioni |
| --------------- | ------------- | ------------- | ------------- | ------------- | ----------------- | ----------------- | ----------------- | ----------------- | -------- | ------ | ----------- | ---------- |
| K. Bone         | 33            | 12            | 2             | 0             | 2                 | 1                 | 0                 | 0                 | 35       | 13     | 2           | 0          |
| N. Eilenfeldt   | 35            | 2             | 3             | 0             | 2                 | 1                 | 0                 | 0                 | 37       | 3      | 3           | 0          |
| J. Fröbus       | 12            | 0             | 1             | 0             | 2                 | 0                 | 0                 | 0                 | 14       | 0      | 1           | 0          |
| R. Greiffendorf | 38            | 5             | 3             | 0             | 2                 | 0                 | 0                 | 0                 | 40       | 5      | 3           | 0          |
| B. Heldt        | 21            | 4             | 0             | 0             | 1                 | 0                 | 0                 | 0                 | 22       | 4      | 0           | 0          |
| K. Jonas        | 22            | 6             | 2             | 0             | 0                 | 0                 | 0                 | 0                 | 22       | 6      | 2           | 0          |
| K. Killich      | 6             | 0             | 0             | 0             | 1                 | 0                 | 0                 | 0                 | 7        | 0      | 0           | 0          |
| D. Kraus        | 32            | 7             | 1             | 0             | 2                 | 2                 | 0                 | 0                 | 34       | 9      | 1           | 0          |
| F. Krause       | 0             | 0             | 0             | 0             | 0                 | 0                 | 0                 | 0                 | 0        | 0      | 0           | 0          |
| H. Limpert      | 6             | 0             | 0             | 0             | 0                 | 0                 | 0                 | 0                 | 6        | 0      | 0           | 0          |
| K. Mackowiak    | 35            | 0             | 7             | 0             | 2                 | 0                 | 0                 | 0                 | 37       | 0      | 7           | 0          |
| M. Manglitz     | 5             | 0             | 0             | 0             | 0                 | 0                 | 0                 | 0                 | 5        | 0      | 0           | 0          |
| F. Nielsen      | 7             | 1             | 0             | 0             | 0                 | 0                 | 0                 | 0                 | 7        | 1      | 0           | 0          |
| P. Nover        | 6             | 0             | 0             | 0             | 0                 | 0                 | 0                 | 0                 | 6        | 0      | 0           | 0          |
| M. Obels        | 27            | 1             | 0             | 0             | 1                 | 0                 | 0                 | 0                 | 28       | 1      | 0           | 0          |
| H. Osieck       | 28            | 5             | 10            | 0             | 2                 | 0                 | 0                 | 0                 | 30       | 5      | 10          | 0          |
| B. Pajonk       | 10            | 0             | 0             | 0             | 0                 | 0                 | 0                 | 0                 | 10       | 0      | 0           | 0          |
| W. Pick         | 22            | 2             | 1             | 0             | 2                 | 0                 | 0                 | 0                 | 24       | 2      | 1           | 0          |
| R. Schardt      | 1             | 0             | 0             | 0             | 0                 | 0                 | 0                 | 0                 | 1        | 0      | 0           | 0          |
| F. Schüller     | 21            | 0             | 0             | 0             | 0                 | 0                 | 0                 | 0                 | 21       | 0      | 0           | 0          |
| A. Sikora       | 13            | 2             | 3             | 0             | 1                 | 0                 | 0                 | 0                 | 14       | 2      | 3           | 0          |
| R. Spazier      | 16            | 3             | 0             | 0             | 1                 | 0                 | 0                 | 0                 | 17       | 3      | 0           | 0          |
| V. Spazier      | 13            | 0             | 1             | 0             | 1                 | 0                 | 0                 | 0                 | 14       | 0      | 1           | 0          |
| H. Stoffmehl    | 35            | 1             | 2             | 0             | 2                 | 0                 | 0                 | 0                 | 37       | 1      | 2           | 0          |
| H. Wilbertz     | 19            | 3             | 1             | 0             | 2                 | 0                 | 0                 | 0                 | 21       | 3      | 1           | 0          |